# Кульбака, Пётр Леонтьевич
Пётр Леонтьевич Кульбака (1902—1971) — партизан Великой Отечественной войны, Герой Советского Союза (1944).

## Биография
Пётр Кульбака родился 8 июля 1902 года в селе Хотминовка (ныне — Глуховский район Сумской области). После окончания трёх классов школы работал сначала батраком, затем стал вести своё хозяйство. В 1924—1927 годах служил в Рабоче-крестьянской Красной Армии. Экстерном окончил семь классов школы. Демобилизовавшись, работал в торговле и народном хозяйстве, перед войной был заведующим торговым отделом Глуховского райисполкома.
В начале Великой Отечественной войны Кульбака по указанию райкома партии возглавил формирование партизанского отряда. С сентября 1941 года отряд действовал в немецком тылу, совершая диверсии, уничтожая важные объекты. Так, в конце сентября 1941 года партизаны Кульбаки уничтожили шоссейный и железнодорожный мосты. Зимой 1941—1942 годов отряд Кульбаки объединился с Путивльским отрядом и вместе с ним провёл ряд диверсий против оккупационных войск. Весной 1943 года отряд Кульбаки совместно с другими партизанами уничтожил большое количество пароходов и катеров на Припяти. Когда противник попытался переправиться через реку и разгромить партизан, отряд Кульбаки сыграл важную роль в отражении этой атаки. В дальнейшем Кульбака принимал участие в двух рейдах партизанского соединения Сидора Ковпака. С января 1944 года он командовал полком 1-й Украинской партизанской дивизии.
Указом Президиума Верховного Совета СССР от 7 августа 1944 года за «особые заслуги в развитии партизанского движения на Украине, за личный героизм и отвагу, проявленные в боях за Родину» Пётр Кульбака был удостоен высокого звания Героя Советского Союза с вручением ордена Ленина и медали «Золотая Звезда» за номером 4327.
В апреле 1945 года Кульбака вернулся в Глухов, где до выхода на пенсию в 1964 году находился на хозяйственной работе. 
Постановлением Госсовета ПНР от 17.01.1964 за номером 0/27 был удостоен Креста Грюнвальда 3 степени.
Умер 10 февраля 1971 года, похоронен на Вознесенском кладбище Глухова.
Был награждён двумя орденами Ленина, орденом Красной Звезды и рядом медалей.
Бюст Кульбаки установлен в Спадщанском лесу.